# Südtiroler Volkspartei
Südtiroler Volkspartei - "Sydtyrolens folkparti" (SVP), är ett regionalt parti i Italien, grundat den 8 maj 1945. Dess ursprung låg dels i förkrigsorganisationen "Deutscher Verband", dels från motståndsrörelsen "Andreas-Hofer-Bund". Ideologiskt är partiet kristdemokratiskt och har övergivit kraven på självbestämmande, för autonomi inom Italien.
Partiet är verksamt i Sydtyrolen och representerar främst den tyska och ladinska befolkningen där. Vid lantdagsvalen 2008 fick det 48,1 % av rösterna och 18 av lantdagens 35 mandat. Det är därför provinsen Bozens dominerande parti. Partiet har fem ledamöter i det italienska parlamentet och en ledamot i Europaparlamentet. Partiet är medlem i Europeiska folkpartiet (EPP) och dess Europaparlamentariker sitter i Europeiska folkpartiets grupp (kristdemokrater) (EPP-gruppen).